# Tudel

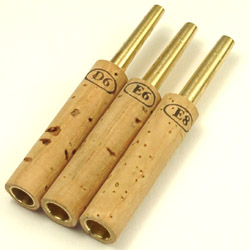
Un tudel de oboe.

El tudel es un pequeño disco, tubo cilíndrico o pieza metálica, rodeado o que termina en un revestimiento de corcho, hilo, etc. (usado a manera de sello entre la boquilla y el instrumento o, en algunos casos, entre el instrumento y el intérprete), que se utiliza en instrumentos aerófonos que poseen una caña o lengüeta, como el saxofón o el fagot. Las lengüetas o cañas se fijan al tudel mediante hilo de nailon, o las boquillas por presión simple, a las cuales se les agrega la caña mediante una abrazadera.

## Tudel exterior
El tudel exterior es la parte de la boquilla que encaja con el receptor del instrumento, que recibe el nombre de tudel. El tudel exterior es importante dado que de su correcta forma cónica y dimensiones depende el ajuste perfecto con el instrumento, ya que en caso contrario, la calidad y respuesta se verían inmediatamente disminuidas.
Si una boquilla no se ajusta perfectamente y tiene holgura en el interior del tudel del instrumento, significa que la conicidad de alguno de los tudeles, bien el del instrumento o el tudel exterior de la boquilla, no es correcta.

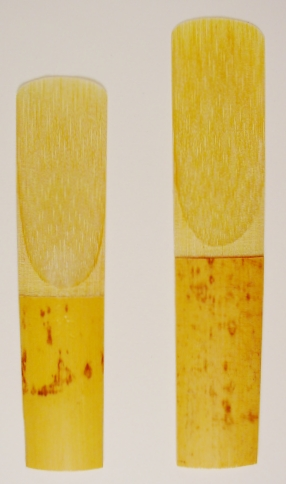
Caña o lengüeta única de un saxofón.

En función de la longitud del cono de la boquilla, entrará más o menos en el instrumento, lo que afectará a la dimensión de la cámara que se encuentra entre el final de la boquilla y la pared de encaje del tudel del instrumento. La dimensión de esta afecta en gran medida a la resistencia y claridad del sonido final.